# Pascual Sanz
Pascual Sanz Lacambra (La Puebla de Alfindén, 19 luglio 1963) è un allenatore di calcio ed ex calciatore spagnolo.

## Carriera

### Giocatore
Inizia a giocare nell'Andorra CF, squadra della Segunda División B spagnola. Nella seconda metà della stagione 1983-1984 e nella prima metà della stagione 1984-1985 gioca con la maglia del Lanzarote, squadra delle Isole Canarie che gioca in Tercera División, poiché si trova ad Arrecife per il servizio militare.
Terminato il servizio militare torna ad Andorra, in Aragona.
Nel 1986 viene ingaggiato dal Real Saragozza, la squadra più importante dell'Aragona, che milita in Primera División. Resta a Saragozza per due stagioni, collezionando 27 presenze e un gol in campionato.
Nella stagione 1988-1989 gioca con l'Unió Esportiva Lleida, in Segunda División. Il campionato si conclude con la retrocessione dei catalani e Sanz torna al Real Saragozza, dove rimane per tre stagioni collezionando 59 presenze e 3 gol.
Nell'estate del 1992 passa al Mérida, in Segunda División. Gioca 25 partite e segna tre gol prima di passare al Córdoba.
Chiude la carriera con l'Andorra nel 1996.

### Allenatore
Nel 1996 inizia ad allenare le giovanili dell'Andorra prima di passare all'Agrupación Deportiva Alfindén. Allena la squadra della sua città natale dal 1996 al 1997 e, dopo un periodo di inattività, dal 1999 al 2000.
Nella stagione 2000-2001 allena le giovanili del Real Saragozza, nella stagione successiva allena il Club Deportivo Zuera.
Successivamente allena per alcuni anni la squadra dell'Universidad de Zaragoza. Nel 2005 passa al Real Saragozza B, dove resta fino al 2008, quando viene sostituito da Manolo Villanova.
Nel 2009 torna all'Andorra, con cui nella stagione 2010-2011 arriva al primo posto nel gruppo 17 della Tercera División e, dopo aver battuto ai playoff la Sociedad Deportiva Noja, ottiene la promozione in Segunda División B.